# Capela (Bidau Lecidere)
Capela ist eine osttimoresische Aldeia. Sie liegt im Süden des Sucos Bidau Lecidere (Verwaltungsamt Nain Feto, Gemeinde Dili). In Capela leben 648 Menschen (2015).

## Lage
Capela bildet den Süden von Bidau Lecidere. Die Grenze zur Aldeia Lecidere bildet im Westen grob die Avenida Marginal, bei der Rua de Bé-Mori macht sie einen kurzen Knick nach Süden und folgt dann der Rua de Lecidere (ehemals Rua Gov. Filomeno de Câmara) bis zur Sucogrenze am Fluss Mota Bidau und der Avenida Dom Martinho Lopes (ehemals Estrada de Bidau bzw. Estrada de Lecidere). Der äußerste Osten wird Bairo Lecidere genannt. Hier steht der Sitz des Sucos Bidau Lecidere.

## Einrichtungen
Die Westspitze der Aldeia nimmt das Casa Europa ein, die ehemalige Tranqueira (Lagerhaus) der alten portugiesischen Festung Dili, das früher die Vertretung der Europäischen Union und die Büros der Delegation der Europäischen Union beherbergte. Heute sind hier noch die Agencia Española de Cooperación Internacional para el Desarrollo (AECID) und das Bureau de la Coopération Française de l’Ambassade de France untergebracht. Weiter östlich liegt an der Avenida Marginal das Gebäude der Associação Comercial Chinesa, in dem sich heute das Staatssekretariat für Jugend und Sport (portugiesisch Secretaria Estado da Juventude e do Desporto) befindet. Später folgen das Hotel Dili und der World Bank Complex.
In der Rua de Bé-Mori liegen die Clínica Esperança und der Xanana Reading Room. Auf der Nordseite der Rua 30 de Agosto steht das ehemalige Wohnhaus des Direktors der Banco Nacional Ultramarino in Dili.

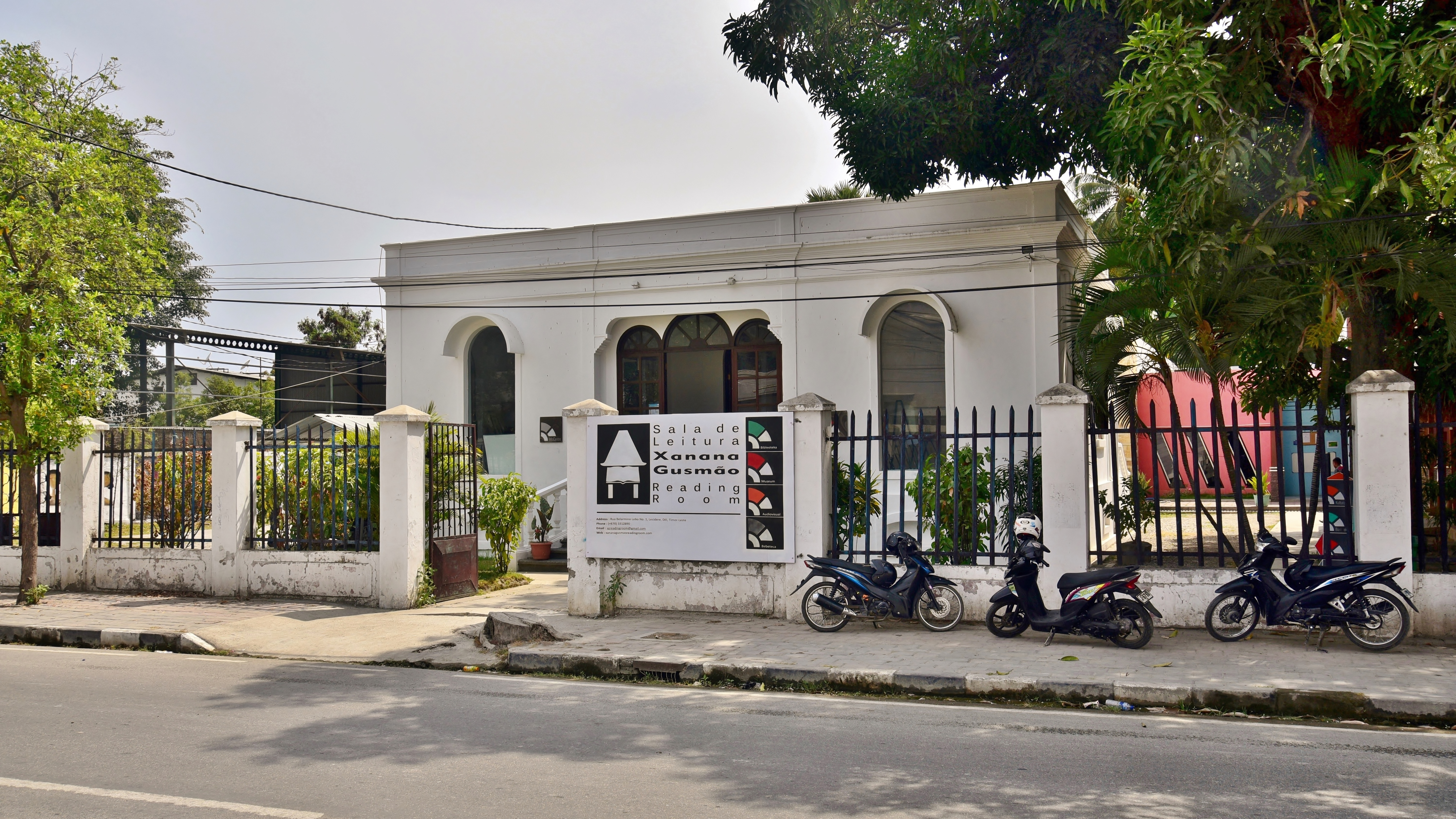
Xanana Reading Room
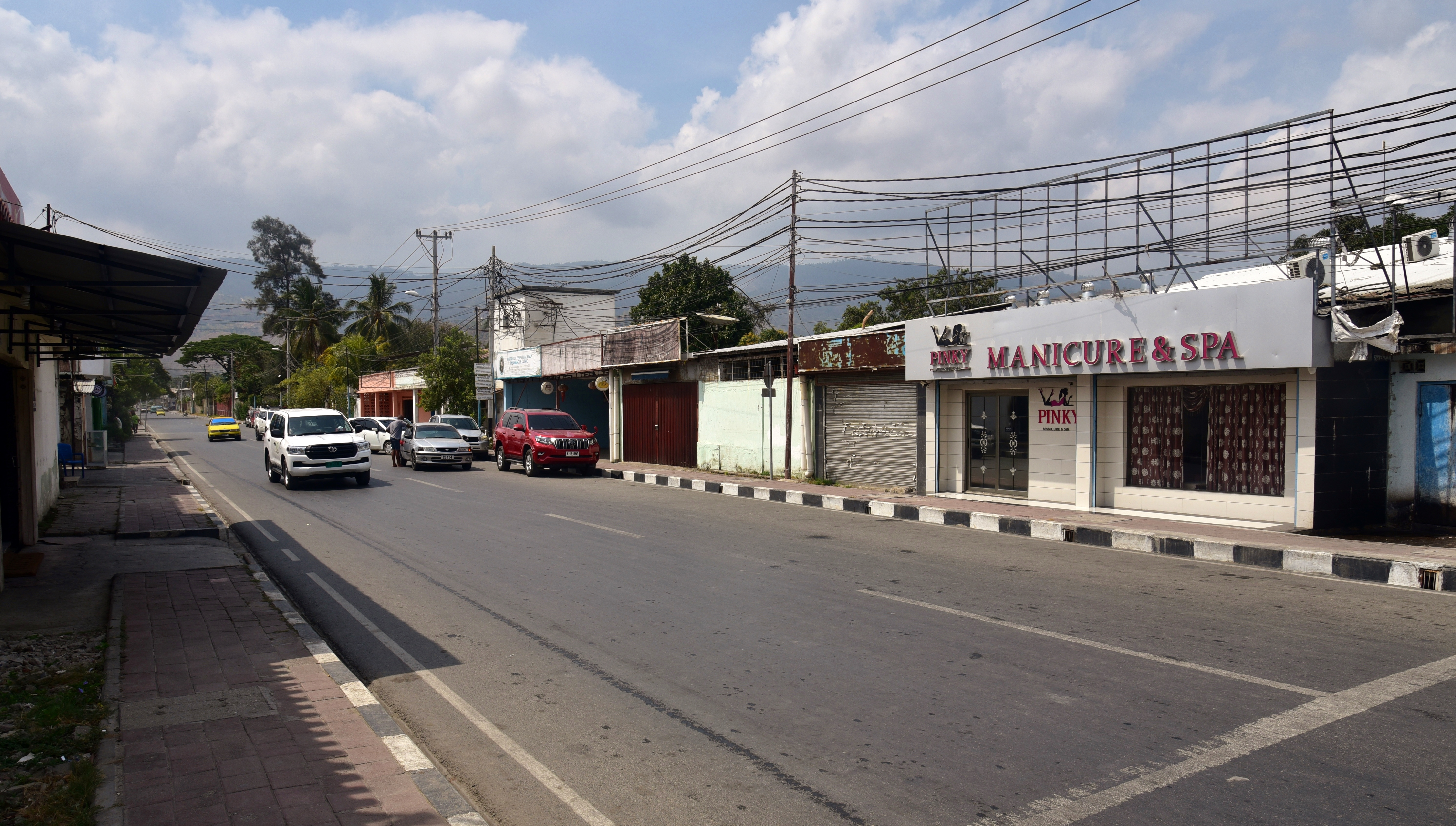
Rua de Bé-Mori in Capela
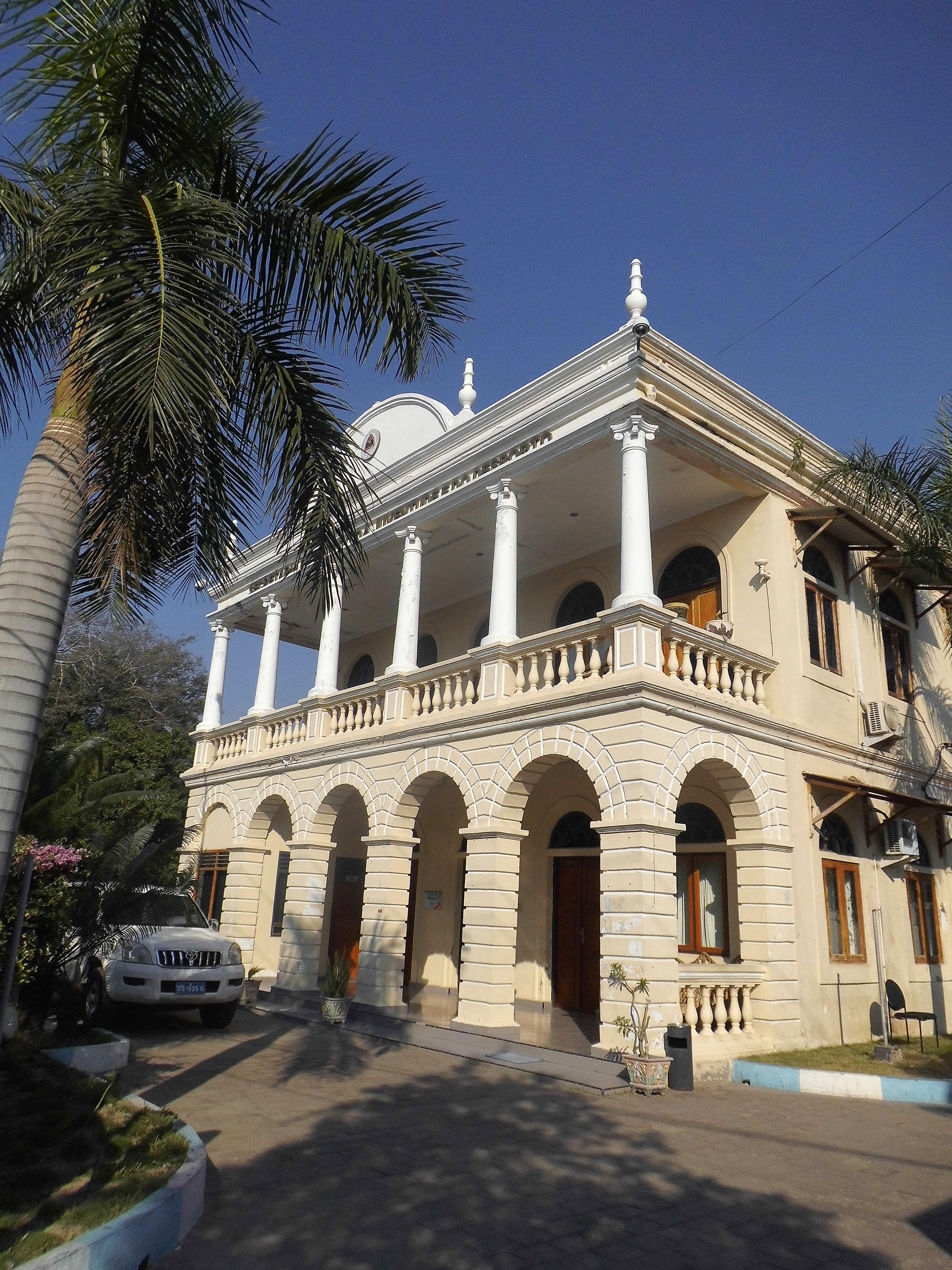
Associação Comercial Chinesa mit dem Staatssekretariat für Jugend und Sport
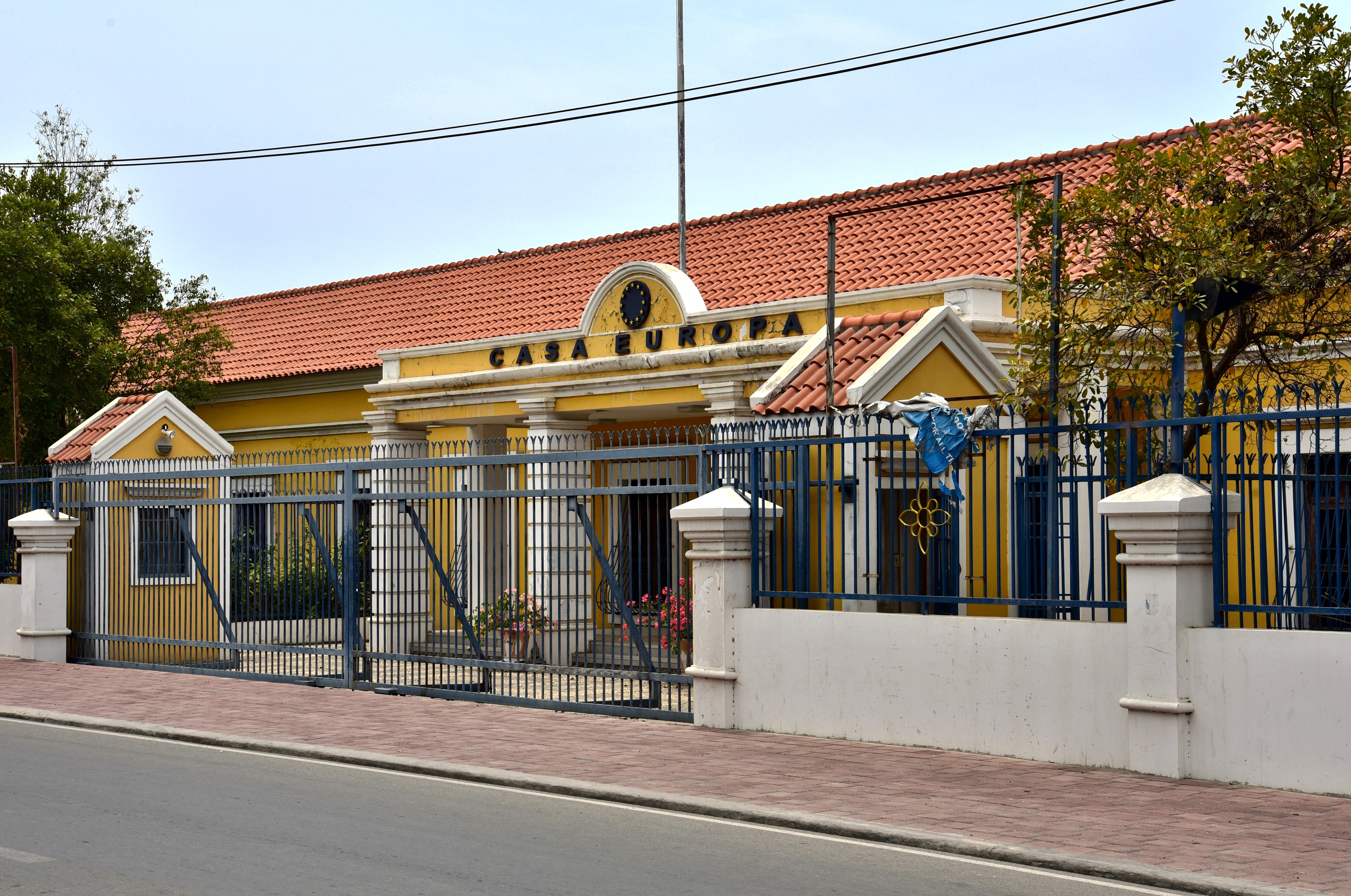
Casa Europa